# Rovenna

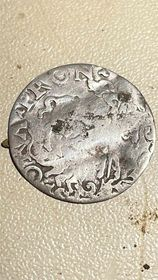
Zecca di Gubbio Guidobaldo di Montefeltro 1 Grosso 1503

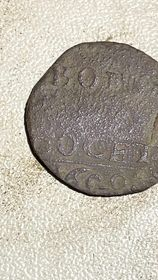
Bolognino zecca di Bologna 1600

Rovenna (Ruena in dialetto comasco) è una frazione del comune comasco di Cernobbio posta in altura a nord del centro abitato.

## Storia
Attestato come comune autonomo già nel XII secolo, la località di "Roena" era un piccolo villaggio agricolo di antica origine della Pieve di Zezio, citata negli annessi agli Statuti di Como del 1335 come il comune di incaricato della manutenzione del tratto di via Regina compreso tra un cantone di un certo muro e il capo del "pontis de Brezia versus Cardinam".
Nel 1419 furono concesse a Rovenna la cittadinanza comasca e i rispettivi privilegi.
Come da foto allegate (monete) siamo dell idea che Rovenna era un mercato di scambio con importanti città Italiane. 
(oppure era vincolata dal passaggio di potenti commercianti che, grazie alla vicinanza con la Svizzera, preferivano passare il confine dal Bisbino piuttosto che usare i punti di forte passaggio).

Compresa nella Pieve di Zezio anche nel XVI secolo, nel 1652 Rovenna faceva invece parte delle cosiddette "Cinque terre unite alla città di Como".
Nel 1731 i comuni di Rovenna e Urio furono concessi in feudo alla famiglia dei Della Porta, che esercitarono i propri diritti feudali fino al 1784, quando Nicolò Della Porta morì senza eredi e il feudo tornò nelle disponibilità del demanio del Ducato di Milano.
Sempre facente parte delle "Cinque terre", nel 1751 la competenza del comune rovennese si estendeva ai cassinaggi di Porgino, Toldino, Stomaino, Casnedo e Stimianico. Nell'Ottocento, l'ultimo di quest'elenco di cassinaggi entrò temporaneamente a far parte della denominazione ufficiale del comune. 
Un ordine di Napoleone permise a Rovenna di annettere Maslianico e Piazza, ma gli austriaci annullarono la decisione al loro ritorno nel 1815 con il Regno Lombardo-Veneto.
Dopo l'unità d'Italia, il paese salì da ottocento a mille quattrocento abitanti. Fu il fascismo a decidere la soppressione del comune unendolo a Cernobbio nel 1929.

## Monumenti e luoghi d'interesse

### Architetture religiose

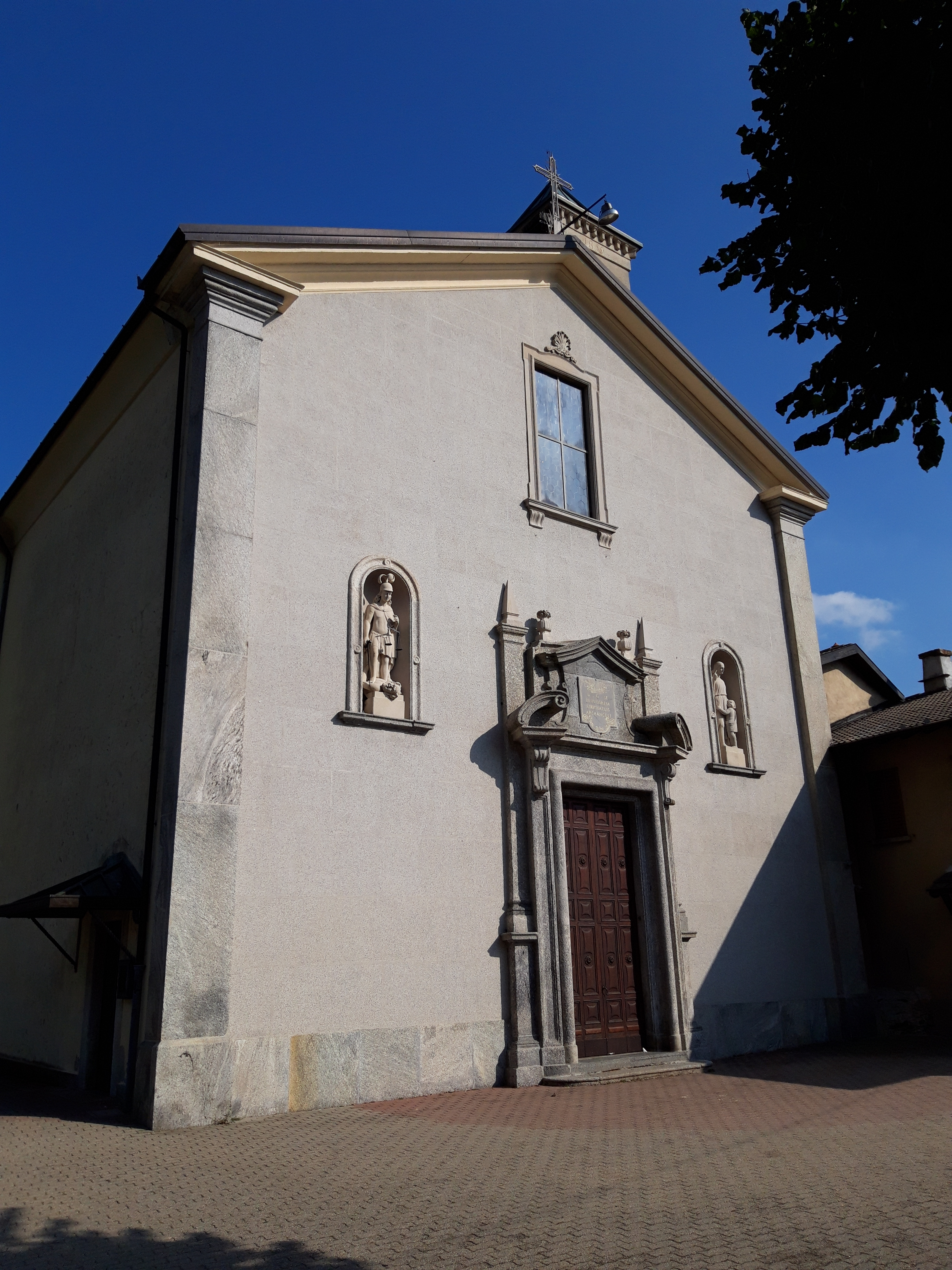
Esterno della chiesa di San Michele

#### Chiesa di San Michele
È situata a Rovenna la chiesa prepositurale di San Michele Arcangelo. La chiesa è dotata di 5 campane in Si2 fuse dalla ormai chiusa ditta Barigozzi di Milano. Le campane funzionano con un programmatore dell'azienda AEI di Perego & C.
Dotata di altari intarsiati da Francesco Borromini, la chiesa di Rovenna è conosciuta per la sua croce astile risalente all'XI secolo. La Croce di Rovenna secondo alcuni è rimasta fino alla seconda metà dell'Ottocento su una colonna all'esterno della chiesa, ma diverse persone mettono in dubbio questo fatto. Ora è custodita in un luogo non accessibile ai fedeli e viene esposta e portata in processione solo nelle solennità.  Il 5 maggio 1996, la croce astile venne portata ed esposta in località Lazzago, durante la santa messa celebrata da papa Giovanni Paolo II in visita pastorale a Como. Un'immagine stilizzata della Croce di Rovenna è stata inserita nello stemma della Provincia di Como, diventando così una frazione importante per la provincia.

La prepositura di Rovenna è parte della Comunità Pastorale Beata Vergine del Bisbino, istituita nel 2009 per volere dell'allora vescovo di Como mons. Diego Coletti.

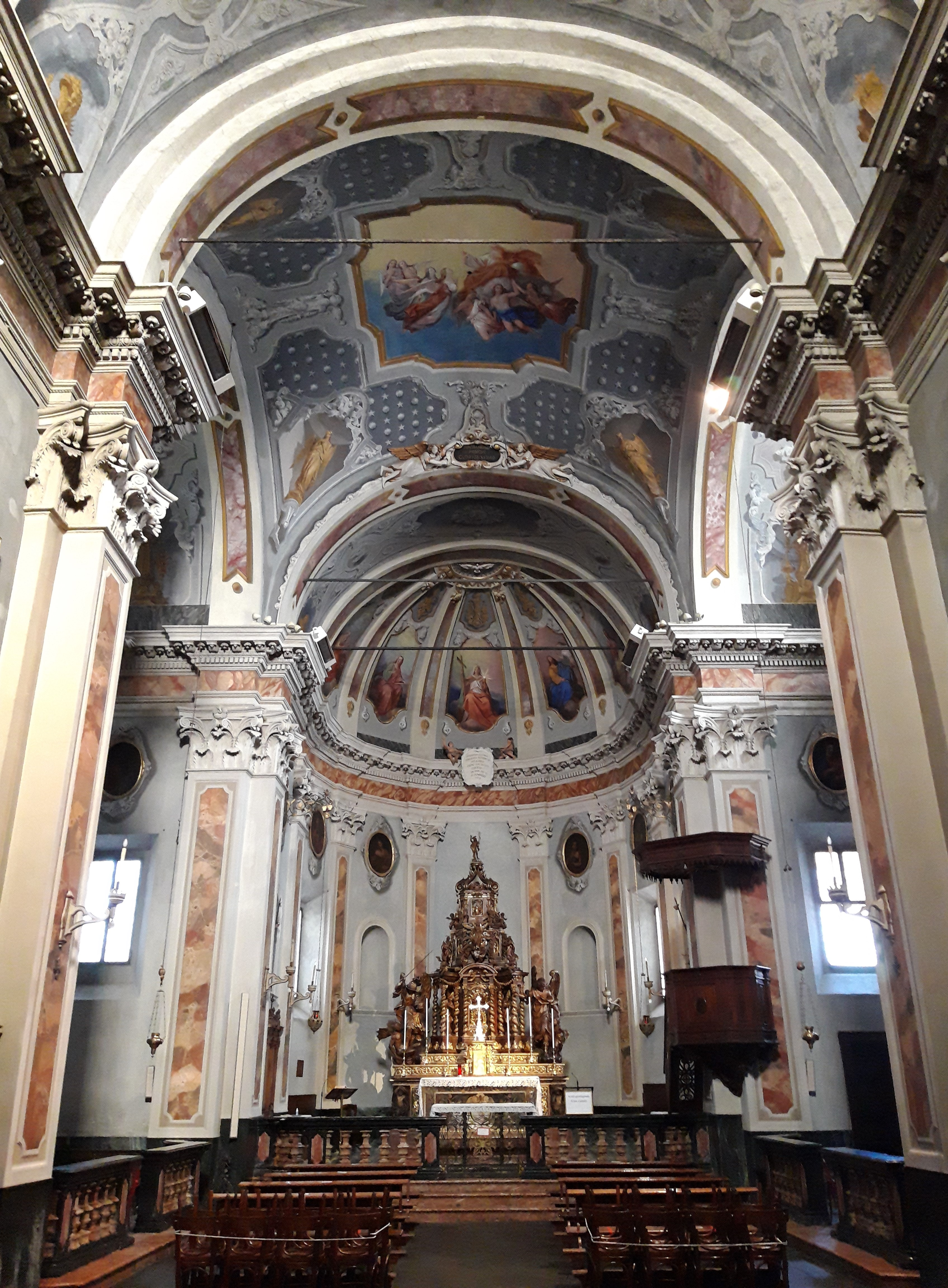
Interno della chiesa di San Michele

#### Altre architetture religiose
Nella frazione di Rovenna sono presenti altre chiese, cappelle e un santuario:
- Chiesa Prepositurale San Michele Arcangelo, in Via Umberto I, 1
- Chiesa di Santa Maria delle Grazie, in località Toldino
- Chiesa di San Carlo
- Cappella di San Pietro, in località Scarone
- Santuario Santa Maria Assunta (Beata Vergine del Bisbino) patrono della comunità pastorale, in vetta al monte Bisbino

## Cultura

### Eventi
A Rovenna hanno luogo varie feste sia profane che religiose, come la mostra della zucca del basso Lario, il Carnevale (che prevede una sfilata per le vie del paese con un carro addobbato a tema e, una volta arrivati in oratorio, il tradizionale rogo della strega con una piccola merenda), la sagra d'agosto, la fiera di San Michele Arcangelo (patrono del paese).
Numerose sono le tradizioni, alcune con il tempo anche andate perdute. 
- Sostituzione delle campane con grì e batirola, vecchi strumenti di legno, al venerdì e sabato santo, durante l'esclusione delle campane
- Rogazioni, benedizione dei campi al mattino presto per 3 giorni di fila, nel mentre si cantavano le Litaniae Sanctorum
- Via Crucis del Venerdì Santo, che partiva dalla chiesetta di Toldino e, dopo le soste per le varie stazioni, si terminava il tutto nella chiesa di San Michele.
- Le processioni, che erano allietate dalla presenza dei confratelli del SS. Sacramento e dalle consorelle dell'addolorata, alcune processioni sono rimaste (come San Michele, Epifania) altre sono diventate comunitarie o abolite.
- Quarant'ore, esposizione del SS. Sacramento per circa 3 giorni, terminavano con i Vespri solenni.
- Incanto dei canestri, aveva luogo solitamente durante la fiera di san Michele, le persone portavano cesti da "incantare". Venivano poi venduti al miglior offerente e il ricavato veniva devoluto alla parrocchia
- Corteo funebre, era usanza prima del funerale andare a prelevare la salma per portarla in chiesa processionalmente. L'ultimo corteo è stato fatto per il vecchio sacrestano della chiesa prepositurale.
- Barca dei S.S. Pietro e Paolo, nella notte tra il 28 e il 29 giugno, festa dei Santi Pietro e Paolo, si prepara sul davanzale della finestra un vaso di vetro di grosse dimensioni riempito con acqua, successivamente si prende un uovo e si separa il tuorlo dall'albume, quest'ultimo viene inserito nel vaso pieno d'acqua. La mattina del 29, se tutto è andato a buon fine, si potranno notare dei filamenti bianchi rappresentanti le vele della barca di S. Pietro.
- Pellegrinaggio alla B.V.B., durante l'anno 1630, periodo della peste, i fedeli si recarono in processione al Santuario della Beata Vergine del Bisbino (BVB) facendo voto, se fossero stati preservati dal contagio, di ripetere il pellegrinaggio ogni primo mercoledì del mese per un anno. La Madonna del Bisbino preservò Rovenna dal contagio, e i Rovennesi rispettarono il voto che fecero. Inoltre, ogni 15 giugno tutti i fedeli Rovennesi devoti di Maria, si recano in pellegrinaggio da lei, ricordando quella protezione che essa diede.
- Rosario nei rioni, è usanza, durante il mese mariano, recitare il S. Rosario in alcune corti dei parrocchiani, che allestiscono con candele e immagini della B.V.B.
- Fiaccolata sul monte Bisbino, per la chiusura del mese mariano, è usanza recarsi sulla vetta del monte Bisbino facendo una piccola processione recitando il S. Rosario.